# Lehna
Lehna ist ein weilerartiger Ortsteil von Schimberg im Landkreis Eichsfeld in Thüringen.

## Lage
Lehna liegt etwa 2,5 Kilometer nordwestlich von Ershausen in eine Senke des Misseröder Kalkrücken (Lichtberg: 385,8 m im Westen und Siebertsburg: 424,0 m im Nordosten und Tierberg: 362,8 m im Osten) im kupierten landwirtschaftlichen Gebiet des Südeichsfeldes. Der Ort ist über die Landesstraße 2027 an die umliegenden Ortschaften angeschlossen.

## Geschichte
Am 26. April 1257 wurde erstmals das Dörfchen urkundlich erwähnt. Die Namensherkunft geht vermutlich auf geliehenes Gut oder Lehen zurück.   Der Ort gehört zum Gesamtgericht Hanstein. Die kleine Kirche St. Martin wurde 1885 gebaut und 2011 zur Kunstlagerstätte umgewidmet. Am 1. Januar 1957 wurde Lehna nach Misserode-Lehna eingemeindet und kam am 15. März 1974 zu Ershausen. 19 Personen lebten 2009 in der landwirtschaftlich geprägten Gemeinde.